# Кордовая автомодель

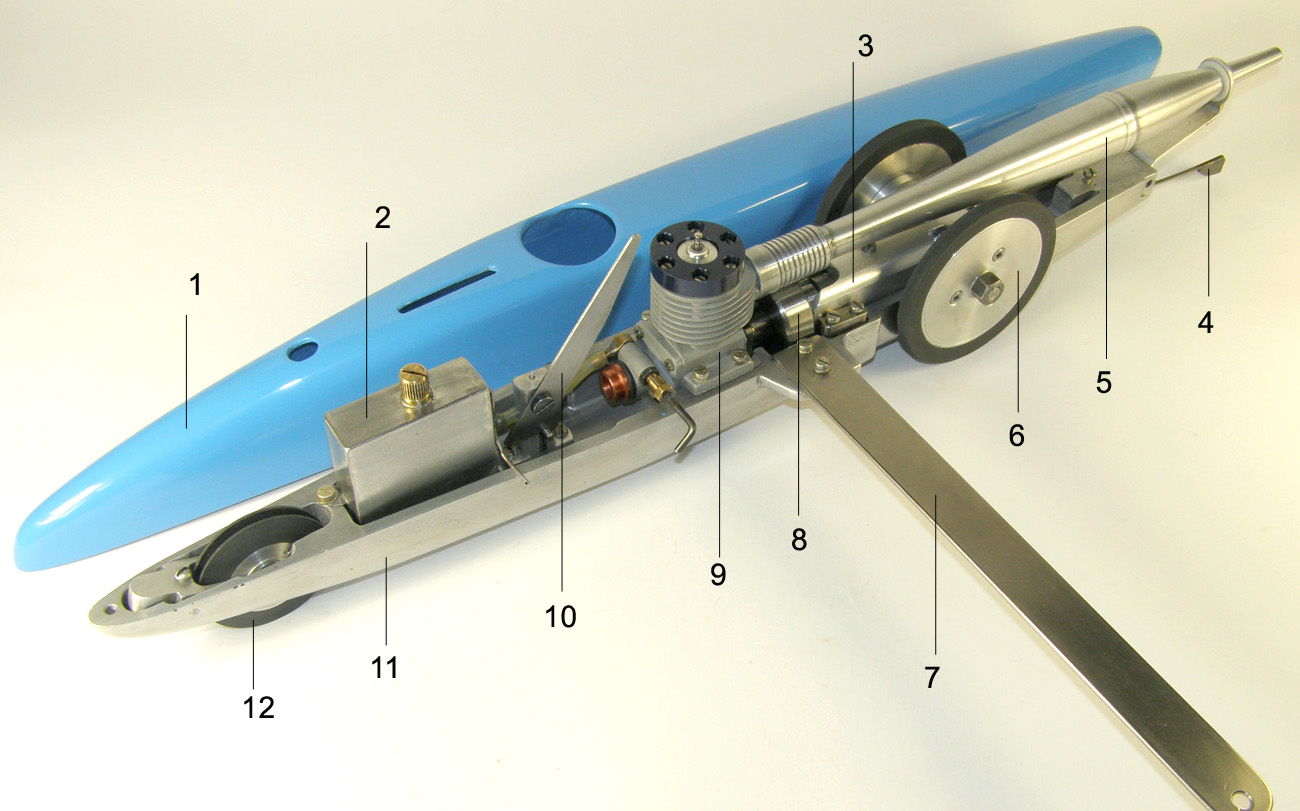
Конструкция кордовой автомодели: 1 – корпус обтекателя; 2 - топливный бак; 3 – корпус редуктора трансмиссии; 4 – защитная шпора; 5 - выпускная резонансная труба; 6 - приводные колеса (с амортизатором); 7 – кордовая планка; 8 - маховик двигателя с шарнирным соединением; 9 - двигатель с зажиганием свечой накаливания; 10 - рычаг топливного крана; 11 – металлический корпус шасси; 12 – передние колеса (с амортизатором)

Ко́рдовая автомодель — специальная скоростная модель автомобиля с двигателем, которая двигается по кругу на кольцевом треке, и удерживается стальной нитью (кордом). Модели запускают с целью достижения максимальной скорости, сегодняшние рекорды составляют более 340 км/ч.
Кордовые автомодели являются одним из самых старых видов автомоделизма.

## История
Гонки автомоделей стали популярным хобби в США в конце 1930-х годов. Первоначально это были гонки на кольцевых слотовых треках, где на отдельных дорожках запускали несколько моделей одновременно. В соревнованиях на достижение максимальной скорости, модели запускали на круговой площадке, привязанными на корде к вращающемуся центру.
Одним из любителей этого вида хобби, был авиамоделист Том Доолинг (Tom Dooling), увлекшийся гоночными автомоделями и решивший построить автомодель с бензиновым авиамодельным мотором собственной конструкции. Участвуя в трассовых гонках, модель Доолинга показывала обнадеживающие результаты скорости.
В 1937 году в Лос-Анжелесе был проведён первый неофициальный чемпионат по кордовым автомоделям (Tether cars). В 1939 году уже стартовал официальный чемпионат США, а на втором чемпионате 1940 года модель Тома Доолинга заняла первое место, показав скорость 103 км/ч.
Вместе с двумя братьями Том основал компанию Dooling Brothers и начал серийное производство кордовых автомоделей и специализированных гоночных двигателей.
Модели выглядели как настоящие гоночные автомобили тех времен, и имели аналогичную конструкцию. Впоследствии они приобретали более аэродинамические формы, которые стали характерными только для кордовых скоростных моделей.
Основным оставался класс моторов 10 см³, и все именитые гонщики, как Dick McCoy, Bill Atwood, Ira Hassad, Ray Snow, стартовали на моделях с такими моторами. В 1947 году был создан мощный бензиновый мотор Dooling—61, не имевший к тому времени аналогов и начавший новую эпоху в производстве двигателей для спортивного моделизма. Уже в 1948 г. только в США насчитывалось 440 треков и кордодромов, на которых запускали модели около 3 000 000 автомоделистов, членов американской ассоциации AMRCA.
В СССР только в начале 1960-х годов на киевском заводе ДОСААФ № 9 был освоен серийный выпуск комплекта деталей для изготовления модели под двигатель объемом 1,5 см³. Набор получил официальное название: «Гоночная модель с двигателем внутреннего сгорания МК-16». Ее конструкция была очень похожа на популярную американскую модель McCoy Tear Drop. Из-за своей внешней формы модель называли «лягушка». Автомодель оснащалась редуктором с цилиндрическими шестернями и была рассчитана на установку нового к тому времени компрессионного мотора МК-16. Настроенная модель достигала скорости около 60 км/ч. По ряду причин данная модель не стала популярной, и ее производство было прекращено.
В 1966 году было начато производство нового и единственного в СССР массового набора кордовой модели. Это была так называемая "набор-посылка", полное название: "Комплект деталей и заготовок для гоночной автомодели с компрессионным двигателем ТЕМП-1 объемом 2,5 см". Набор производился киевским заводом ДОСААФ № 9, на котором с 1962 года выпускали лучшие компрессионные двигатели РИТМ. Основой конструкции мотора послужил удачный английский двигатель Oliver Tiger-Mk III. РИТМ имел такие же диаметр и ход поршня, фазы распределения и общую конструкцию большинства деталей. Прототипом для набора была выбрана модель Ultimate той же английской фирмы Oliver.
У модели отсутствует редуктор, а ведущие колеса монтировались непосредственно на двух валах двигателя. Специально для этой модели, на базе деталей РИТМ, был разработан двигатель ТЭМП-1. Комплект производился в большом количестве, и почти четверть века по всей территории СССР в автомодельных кружках, строилась одна и та же модель без особых изменений конструкции.
Взрослые моделисты изготовляли свои модели своими силами, устанавливали на них моторы собственной конструкции или зарубежного производства.
Сегодня в России регулярно проходят Чемпионаты России среди юношей, юниоров и взрослых автомоделистов. Главной организацией, которая занимается развитием автомодельного спорта, является Федерация автомодельного спорта России.

## Классы моделей
- Гоночная модель класса 1 – Модель автомобиля с двигателем внутреннего сгорания (ДВС) с рабочим объемом 1,5 см³.[1]
- Гоночная модель класса 2 – Модель автомобиля с двигателем внутреннего сгорания (ДВС) с рабочим объемом 2,5 см³.[1]
- Гоночная модель класса 3 – Модель автомобиля с двигателем внутреннего сгорания (ДВС) с рабочим объемом 3,5 см³.[1]
- Гоночная модель класса 3b – Модель автомобиля с двигателем внутреннего сгорания (ДВС) с рабочим объемом 3,5 см³.[1]
- Гоночная модель класса 4 – Модель автомобиля с двигателем внутреннего сгорания (ДВС) с рабочим объемом 5 см³.[1]
- Гоночная модель класса 5 – Модель автомобиля с двигателем внутреннего сгорания (ДВС) с рабочим объемом 10 см³.[1]
- «Юниор» – Гоночная модель автомобиля с двигателем внутреннего сгорания (ДВС) 2,11 см³.[1]
- «Темп» – Кордовая модель автомобиля с двигателем внутреннего сгорания (ДВС) 2,5 см³ с прямым приводом на ведущие оси колёс.[1]
- К-1 – Модель-копия автомобиля с двигателем внутреннего сгорания (ДВС) 1,5 см³.[1]
- К-2 – Модель-копия автомобиля с двигателем внутреннего сгорания (ДВС) 2,5 см³.[1]
- «Ралли» – Кордовая модель автомобиля с двигателем внутреннего сгорания (ДВС) 2,5 см³.[1]
- АМ-1 – Гоночная модель автомобиля с воздушным винтом (аэромобиль) с ДВС – 1,5 см³.[1]
- АМ-2 – Гоночная модель автомобиля с воздушным винтом (аэромобиль) с ДВС 2,5 см³.[1]
- АС-1 – Гоночная модель с воздушным винтом  (аэросани) с ДВС 1,5 см³.[1]
- АС-2 – Гоночная модель с воздушным винтом (аэросани) с ДВС 2,5 см³.[1]
- АК-1 – Модель-копия с воздушным винтом (аэросани) с ДВС 1,5 см³.[1]
- АК-2 – Модель-копия с воздушным винтом (аэросани) с ДВС 2,5 см³.[1]